# Real Fuerza Aérea de Marruecos
Las Real Fuerza Aérea de Marruecos (en árabe: القوات الجوية الملكية المغربية, transliteración: Al-Quwwat al-Yawwiya al-Malakiya al-Magribiya) es la rama aérea de las Fuerzas Armadas del Reino de Marruecos.

## Historia

### Inicios
Las Reales Fuerzas Aéreas Marroquíes fueron creadas en noviembre de 1956. Se denominaron en sus inicios como Aviation Royale Chérifiene (Aviación Real Jerifiana). Sus modernas instalaciones y bases fueron heredadas de Francia (Meknes, Rabat o Kenitra), Estados Unidos (Benguérir, Boulhault, Nouaseur o Sidi Slimane) y España (Layoun)
La primera adquisición de esta nueva fuerza aérea fueron 6 aparatos de observación Morane-Saulnier MS500 Criquet (versión francesa del Fi-156 Störch alemán), 3 aviones de transporte Max Holste MH.1521 Broussard, 2 Beech E50 Twin Bonanza, 1 De Havilland DH114 Heron y 1 helicóptero Bell 47G.
En 1961 vuelve a cambiarse su denominación, pasando a llamarse "Force Aérienne Royale Marocaine" (Real Fuerza Aérea Marroquí), denominación que se mantiene en la actualidad. Además, en esa misma época, se obtienen de la Unión Soviética 12 MiG-17, 2 MiG-15UTI "Midget" (versión biplaza de entrenamiento) y 4 bombarderos Ilyushin Il-28. Por otra parte, de Francia se consiguen 24 entrenadores Fouga Magister, aunque también actúan como aviones de ataque ligero.
El alejamiento con la URSS hizo que Marruecos buscara un nuevo aliado en Estados Unidos, adquiriendo de este 6 cazas Northrop F-5 (4 monoplazas F-5A y 2 biplazas F-5B) y 20 F-5A y 4 F-5B en 1966. En cuanto a las unidades de transporte por esas fechas tenían en su flota 10 Douglas C-47, 18 Fairchild C-119G y 6 C-130 Hércules. La fuerza de helicópteros la formaban 24 Augusta-Bell AB205A, y en unidades de entrenamiento y enseñanza Marruecos mantenía 60 North American T-6 Texan y T-28 Trojan. La siguiente modernización de la Fuerza Aérea Marroquí se inició antes del conflicto del Sahara, y preveía a compra de nuevos aparatos para todas las unidades, cazas Mirage F.1, entrenadores Beechcraft T-34, helicópteros Aérospatiale Puma y una nueva remesa de Hércules para retirar los viejos.

### Conflictos y Operaciones

#### Guerra de los Seis Días
No está confirmada la presencia de un escuadrón de Northrop F-5 en la guerra de los seis días, posiblemente transferido a la Fuerza Aérea Egipcia (EAF), participando en misiones de patrulla aérea en puestos de retaguardia lejos del frente

#### Guerra de Yom Kipur
Al menos 12 F-5A y 14 Mig-17 de la Fuerza Aérea Marroquí fueron desplegados el 19 de octubre de 1973 durante la guerra de Yom Kipur, y asignados al Escuadrón 69 de la Fuerza Aérea Egipcia en la base de Tanta. Los F-5 y Mig-17 llegaron después de un largo viaje sobrevolando Argelia, Túnez y Libia, y acompañados por un Lockheed C-130 Hercules que transportaba repuestos, piezas, armamento y equipamiento. las RFAM realizaron principalmente misiones de Patrulla aérea de combate sobre el Delta del Nilo. En enero de 1974 dos F-5A armados con AIM-9B y cañones de 20mm, interceptaron una pareja de Mirage IIIC de la IAF en una misión de reconocimiento. A medida que los israelíes daban la vuelta la presencia de los F-5A se hizo evidente detrás de estos, preocupados por una potencial emboscada de F-4E Phantom II de la IAF, el Mando conjunto ordenó la retirada de los cazas marroquíes, reemplazándolos por dos Mig-21MF de la EAF.

#### Guerra del Sahara Occidental

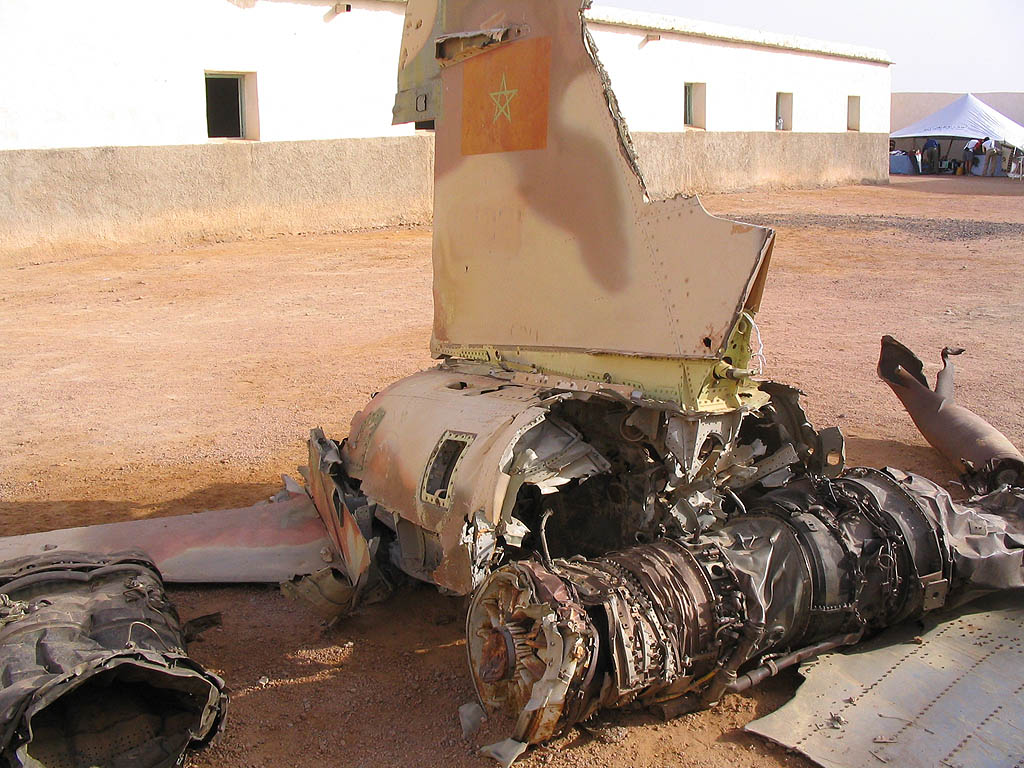
Restos de un caza marroquí derribado en Tifariti.

Al inicio del conflicto los Fouga Magister, los cuales habían sido aumentados en número gracias a los excedentes de la Armée de l'air francesa y la Luftwaffe alemana, y North American T-6 Texan, fueron los primeros aparatos en entrar en acción realizando misiones de Apoyo aéreo cercano y ataques nocturnos. Posteriormente, los F-5 entraron en la zona de operaciones, realizando misiones de ataque a las fuerzas del Polisario. El objetivo marroquí desde un primer momento fue crear una zona segura y controlada en las zonas "útiles" para Marruecos, esto es, la capital de El Aaiún, el centro religioso de Smara y los yacimientos de fosfatos de Bu-Craa.
En 1980 se comenzó la creación del Muro de defensa del Sahara, consistente en todo tipo de obstáculos tanto para la infantería como para blindados y carros de combate (zanjas, campos de minas, radares aéreos y terrestres, piezas contracarro,...), todas ellas apoyadas por unidades de intervención rápida (Détachements d'Intervention Rapide) que podían situarse y reforzar rápidamente cualquier punto del muro gracias a su aerotransporte en helicópteros Super Puma, AB-205 y CH-47 Chinook. Para la defensa contracarro además se decidió utilizar a los Aérospatiale SA 341 Gazelle con misiles TOW para neutralizar los T-54, T-55 y BMP-1 del Polisario. Aparte de los radares terrestres del muro, también se utilizaron dos C-130 Hércules con el sistema SLAR (radar de barrido lateral) para la detección de unidades enemigas.
Debido a las pérdidas en combate, 20 F-5E "Tiger II" y 4 F-5F fueron adquiridos. El principal problema al que se enfrentaba el F-5 en el Sáhara fue el insuficiente rango de alcance para realizar misiones en profundidad en el amplio campo de batalla que era el Sáhara. Para minimizar este problema, dos Boeing KC-135 Stratotanker y un KC-130H fueron recibidos a principios de 1982 para proporcionar reabastecimiento en vuelo a los F-5 y poder así incrementar su radio de acción.
Los Mirage F-1 durante el inicio del conflicto fueron los encargados de defender el espácio aéreo ante un posible ataque de Libia y Argelia, los cuales apoyaban, tanto política como militarmente, al Frente Polisario. En 1977 se inició el entrenamiento de los pilotos marroquíes de Mirage en la base aérea de Orange, en Francia. Ese mismo año se empezaron a recibir los primeros Mirage F-1C. Finalmente, Libia y Argelia no atacaron a Marruecos, con lo que Marruecos pudo destinar a sus Mirage a misiones de ataque a tierra contra las unidades del Polisario. Se recibieron un total de tres lotes de cazas Mirage entre 1978 y 1982. El primer lote fueron 30 Mirage F-1CH recibidos entre febrero y diciembre de 1978. En el segundo, recibido entre diciembre de 1979 y julio de 1982, se entregaron 14 Mirage F-1EH. Y finalmente, entre julio de 1980 y junio de 1982 se entregó el último bloque de cazas Mirage F-1, entregándose 6 Mirage F-1EH-200 dotados de sonda de repostaje en vuelo.
A causa de las pérdidas de Fouga Magister, la FARM decidió comprar a Estados Unidos un total de 24 OV-10A procedentes del Cuerpo de Marines. En el primer lote se recibieron 6 aparatos, pero a causa de la pérdida de dos de ellos se decidió la cancelación del programa de compra del resto de aparatos y destinar los restantes a misiones patrulla marítima.

#### Guerra contra el Estado Islámico de 2014

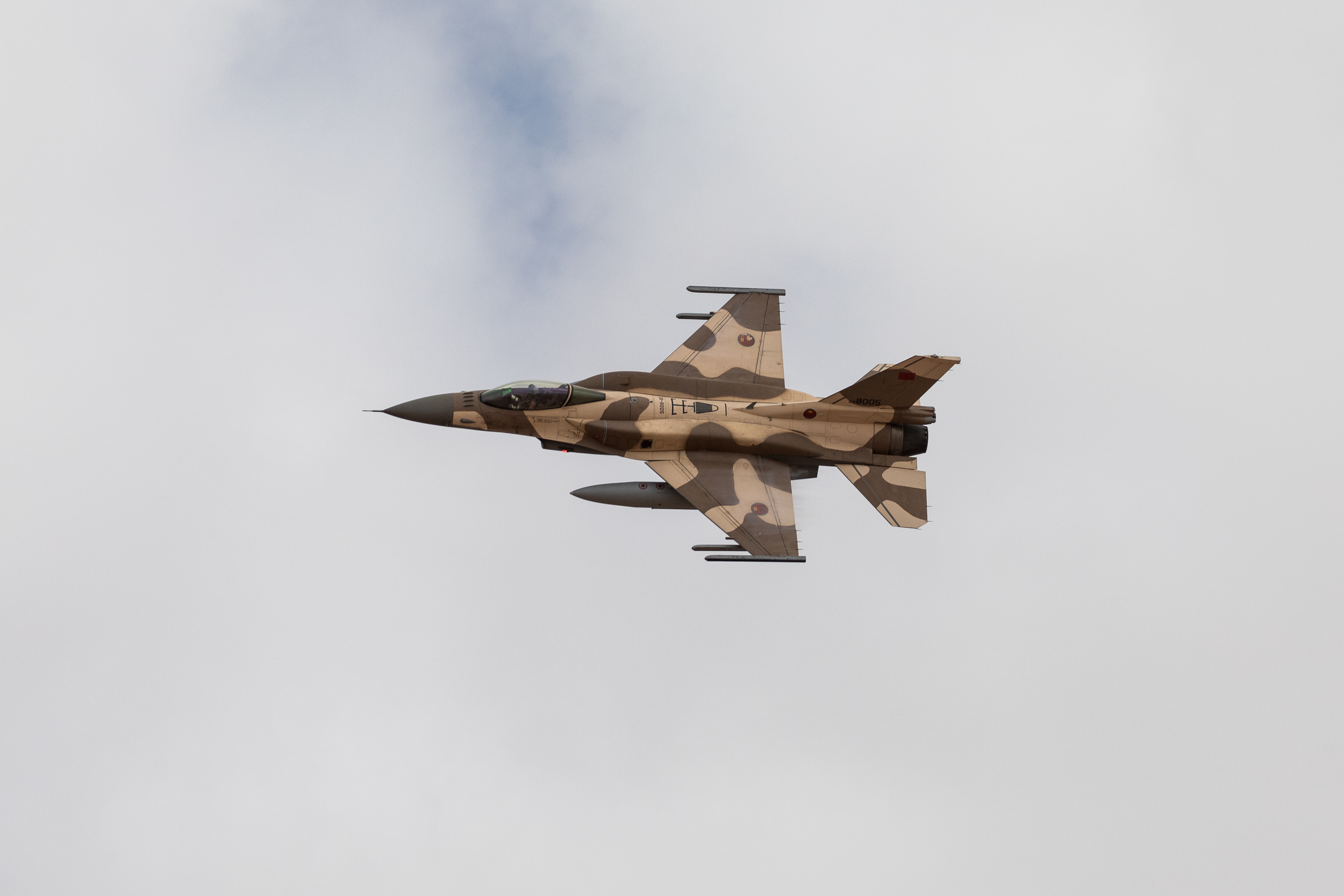
Un caza F-16 marroquí en 2022.

En noviembre de 2014 Marruecos envía oficialmente 6 cazas F-16 para realizar bombardeos contra el Estado Islámico en Irak y Siria en coordinación con el mando aéreo estadounidense en Catar. Esta aportación fue realizada dentro del marco de cooperación con el Consejo de Cooperación para los Estados Árabes del Golfo y como respuesta a una petición estadounidense.

#### Intervención militar en Yemen de 2015
El 25 de marzo del 2015 una coalición liderada por Arabia Saudí lanza una oleada de ataques aéreos en Yemen, bajo el nombre en código Operación Tormenta Decisiva. Marruecos participa en ésta con los 6 cazas F-16 estacionados en Emiratos Árabes Unidos formando parte tanto en las operaciones contra el Estádo Islámico en Siria e Irak, como contra la Insurgencia chiita en Yemen. Uno de los F-16C se perdió en una misión en Yemen en 2015

## Bases Aéreas
- Salé - BAFRA N.º 1
- Bassatine - BAFRA N.º 2
- Kenitra - BAFRA N.º 3
- Laayoun - BAFRA N.º 4
- Sidi Slimane - BAFRA N.º 5
- Ben Guerir - BAFRA N.º 6
- Marrakech - BEFRA (Academia y Base Aérea)
- Rabat - Comandancia Norte
- Agadir - Comandancia Sur
- Casablanca - Base AeroNaval

## Personal
En la actualidad la Fuerza Aérea cuenta con 16000 personas, de los que 600 son pilotos.

## Inventario de aeronaves y Armamento
Edición sin acabar.

## Aeronaves Históricas
- Mikoyan-Gurevich MiG-15 Fagot
- Mikoyan-Gurevich MiG-17 Fresco
- Ilyushin Il-28 Beagle
- Socata MS-733
- Socata MS-885
- Socata MS-893
- North American T-6 Texan
- Aermacchi SF.260
- North American T-28 Trojan
- Fouga Magister
- Beechcraft Twin Bonanza
- Beechcraft Musketeer
- de Havilland DH.114 Heron
- Hawker Sea Fury
- Douglas C-47 Dakota
- Fairchild C-119Gs
- Dornier DO-28D-2 Skyservant
- Hiller UH-12 Raven
- Kaman HH-43 Huskie

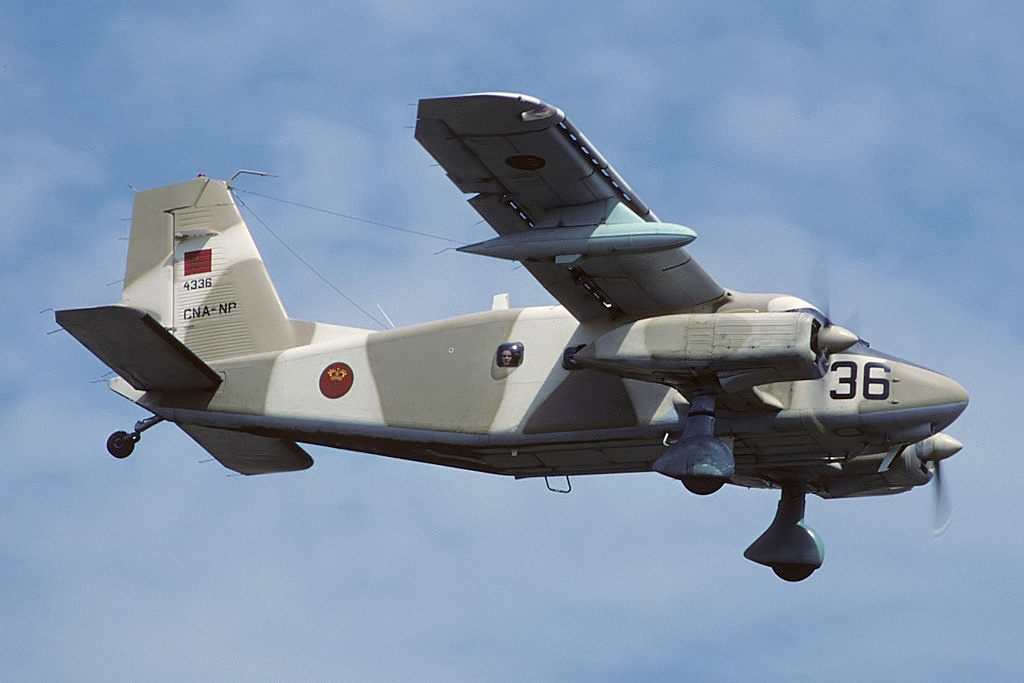
Dornier Do 28

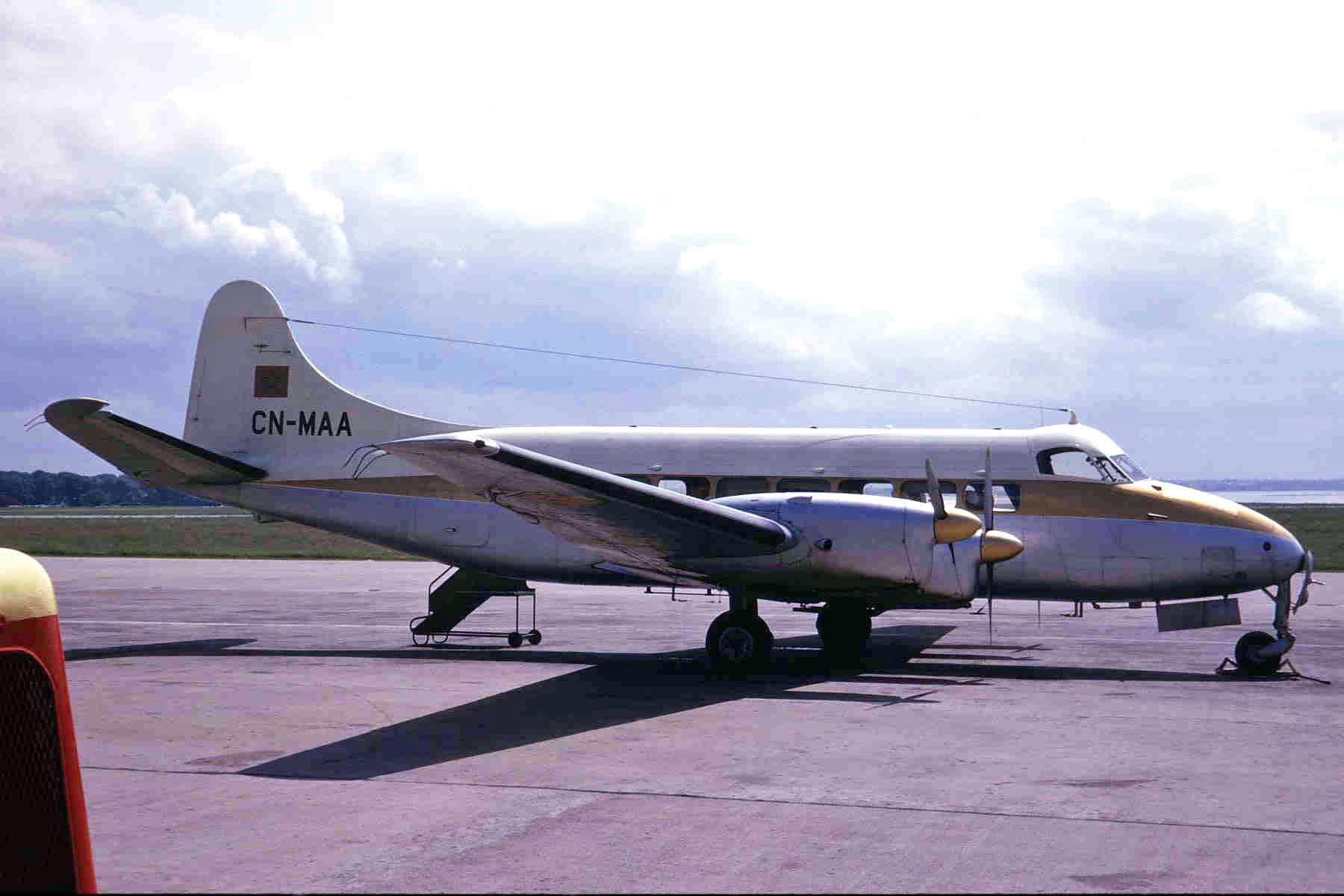
CN-MAA DH114 Heron 2

- North American Rockwell OV-10 Bronco
- Bell 47G
- Sikorsky S-58 Choctaw
- Morane-Saulnier MS-500 Criquets
- Max Holste MH 1521M Broussard
- Morane-Saulnier MS-733 Alcyon
- Boeing 707-138(B) Tanker
- Potez 842
- Morane-Saulnier MS.760 Paris
- FFA AS-202 Bravo
- Cessna T-37 Tuit
- Beechcraft T-34C Turbo Mentor